# 김기훈 (쇼트트랙 선수)
김기훈(金琪焄, 1967년 7월 14일~)은 대한민국의 은퇴한 쇼트트랙 선수이다. 대한민국 최초의 동계 올림픽 금메달리스트이다. 리라초등학교에 다닐 때부터 스케이트를 시작하여 경기고등학교와 단국대학교와 단국대학교대학원 석사, 한국체육대학교대학원 박사 학위를 받았다.

## 생애
1988년 캘거리 동계 올림픽에 시범 종목으로 열린 쇼트트랙 종목에 출전하여 1500m에서 금메달을 획득하였다. 1992년 알베르빌 동계 올림픽에 처음으로 정식 종목으로 채택된 쇼트트랙 종목에 출전하여 1000m에서 대한민국 최초의 동계 올림픽 금메달을 획득하였으며, 이어 5000m 계주에서도 금메달을 따서 2관왕이 되었다. 1994년 릴레함메르 동계 올림픽에서 다시 1000m에서 금메달을 땄다. 1998년 동계체전을 마지막으로 현역 은퇴를 선언했다. 현재 울산과학대학교에서 교수로 재직중이다.

## 경력
- 2011.12~ 울산과학대학교 사회체육과 교수
- 2010.03 ISU 쇼트트랙 세계선수권대회 대표팀 감독
- 2010.01 밴쿠버 동계올림픽 쇼트트랙 대표팀 감독
- 2007 울산과학대학 사회체육과 교수
- 2010 동계 올림픽 쇼트트랙 대표팀 감독
- 2007 울산과학대학교 사회체육과 교수
- 2002 쇼트트랙 남자대표팀 코치
- 2002 쇼트트랙 주니어대표팀 감독
- 1998~1999 쇼트트랙 국가대표 상비군 지도자
- 1998 조흥은행
- 1994 릴레함메르 동계올림픽 쇼트트랙 남자 1000m 금메달
- 1993 쇼트트랙 세계선수권 개인종합 공동 3위
- 1992 쇼트트랙 세계선수권 개인종합 우승. 전종목 석권 5관왕(500m, 1000m, 1500m, 3000m, 개인종합 금메달)
- 1992 알베르빌 동계올림픽 쇼트트랙 남자 1000m 금메달, 5000m 계주 금메달. (정식종목 2관왕)
- 1991 쇼트트랙 세계선수권 개인종합 2위
- 1991 동계 유니버시아드 4관왕
- 1989 쇼트트랙 세계선수권 개인종합 2위
- 1989 동계 유니버시아드 3관왕
- 1988 캘거리 동계올림픽 쇼트트랙 남자 1500m 금메달(시범종목)
- 1985 쇼트트랙 국가대표 선수